# لی جین هیوک
لی جین هیوک (کره‌ای: 이진혁؛ زادهٔ ۸ ژوئن ۱۹۹۶) خواننده و بازیگر اهل کره جنوبی است. او فعالیت خود را به عنوان عضوی از گروه پسرانهٔ آپ۱۰شِن در سال ۲۰۱۵ آغاز کرد. در سال ۲۰۱۹ او پس از کسب رتبهٔ یازدهم در پرودوس اکس ۱۰۱ به شهرت رسید. او فعالیت خود را به عنوان خواننده تک‌خوان با انتشار اولین آلبوم چندآهنگهٔ خود به نام «S.O.L» در ۴ نوامبر ۲۰۱۹ آغاز کرد. او به عنوان بازیگر در مجموعه تلویزیونی در خاطرت مرا پیدا کن در نقش جو ایل کوان فعالیتش را آغاز کرد.